# Manorina melanotis
Manorina melanotis е вид птица от семейство Meliphagidae. Видът е застрашен от изчезване.

## Разпространение
Разпространен е в Австралия.